# Heidi Hauge
Heidi Hauge, född 14 oktober 1967 i Skien, Norge är en norsk countryartist.
Hennes album såldes i mer än 170 000 exemplar i Norge och hon var också populär i  Sverige, Danmark, Polen och Tyskland.

## Diskografi
Album
- 2000 – Country Time
- 2001 – Country Rose
- 2001 – Country Girl
- 2002 – Country Blue
- 2002 – Country Dance
- 2003 – COUNTRY PERLER – Beste Norske (samlingsalbum)
- 2003 – Country Jul (med  Jenny Jenssen och Liv Marit Wedvik)
- 2004 – Country Jewels
- 2005 – Country Gold
- 2005 – Movin' On
- 2007 – Some Broken Hearts...
- 2007 – Julekveld på landet
- 2010 – Country Perler (svensk utgåva)
- 2010 – Country Time (svensk utgåva)
- 2010 – Country Rose (svensk utgåva)
- 2016 – Acoustic Country Duets (med Arne Benoni)

Singlar/EPs
- 2000 – Mot ingenting
- 2002 – Turn it On, Turn it Up, Turn me Loose
- 2007 – "Saturday Night" (promo)